# John Rzeznik
John Joseph Theodore « Johnny » Rzeznik, né le 5 décembre 1965, à Buffalo, est un chanteur, compositeur et musicien américain.
Il est surtout connu comme le guitariste et leader du groupe de rock Goo Goo Dolls.

## Biographie
John Rzeznik est le plus jeune fils de cinq enfants.
Les deux parents de Rzeznik étaient musiciens, ils jouaient de la clarinette et de la flûte. John a eu une éducation catholique stricte, d'un quartier ouvrier polonais East Side de Buffalo et a assisté au Corpus Christi Grammar School.
Le père de John est décédé le 2 février 1981, d'un coma diabétique à l'âge de 53 ans, John Rzeznik n'avait que 15 ans. Le 26 octobre 1982, sa mère décède d'une crise cardiaque soudaine dans le salon de la famille à l'âge de 51 ans. Ayant perdu ses deux parents, il a été élevé par ses quatre sœurs aînées : Phyllis, Fran, Gladys, et Kate, avec l'aide de leur cousin John Guljas.
Celui-ci a payé son propre appartement en utilisant les chèques de prestations de survivant de la sécurité sociale. Ce fut durant cette période qu'il est allé au lycée professionnel de McKinley. John Rzeznik a donc commencé à jouer de la guitare. Il assiste brièvement au Buffalo State College, abandonnant après sa première année.
Les quatre grands-parents de Rzeznik sont nés en Pologne. La prononciation originale de son nom de famille est « Rzeznik » [ʐɛʑɲik].

## Carrière

### Goo Goo Dolls
En 1985, il forme avec Robby Takac, le groupe Goo Goo Dolls.
Auparavant, John avait été dans un groupe avec le cousin de Takac, appelé « The Beaumonts ». On pense le groupe a été appelé à l'origine « The Sex Maggots », cependant, Rzeznik admis que cela était une blague.
Ils ont obtenu le nom Goo Goo Dolls à partir d'une annonce dans un magazine Détective, quand un promoteur de concert leur a demandé.
John avoue avoir eu peu de temps pour trouver un nom, celui-ci aurait préféré en trouver un meilleur.
Après la formation du groupe, les Goo Goo Dolls jouent dans des concerts sans relâche, avec Robby comme chanteur (Rzeznik deviendra progressivement le chanteur au cours des prochains albums, chaque nouvel album contenait plus de chansons chantées par John Rzeznik que le dernier).
Ils ont vite été repris par un petit label : Celluloid. Sous Celluloid, ils ont sorti leur premier album éponyme sur un budget de 750 $ (plus tard, les réimpressions seraient appelés « First Release »). Cela a attiré l'attention d'un label plus grand : Metal Blade, qui a sorti leurs prochains albums.
Pour les prochaines années, le groupe part en tournée, avec des albums produits et détenus.

### Autres activités
Après l'album Gutterflower, sortie en 2002, John a écrit « Always Know Where You Are » et « I'm Still Here » pour le film Disney La Planète au trésor, un nouvel univers.
D'octobre à décembre 2007, John a été jury aux côtés de Sheila E. et de Ian " Dicko " Dickson pour l'émission The Next Great American Band.
Le 19 juin 2008, John Rzeznik a été intronisé au Songwriters Hall of Fame et a reçu le prix Hal David Starlight.
Le 24 mars 2014, Cash Cash sort son nouveau single Lightning en collaboration avec John au chant et qui a été écrit par Cash Cash et Rzeznik ensemble.
Le 18 avril 2015, il a participé à la Toyota Celebrity/Pro Race où il a terminé 12e. L'acteur et ancien double vainqueur de l'événement, Alfonso Ribeiro a fait don de 5 000 $ à la charité.

## Style de musique

### Influences
La musique que Rzeznik a écouté en grandissant, a été influencée par ses sœurs, et se composait de rock classique, tel que les Rolling Stones et les Kinks. Le plus jeune de ses quatre sœurs ; il était intéressé par la musique punk et par des groupes tels que les Ramones et The Clash. John Rzeznik attribue son don pour la mélodie à l'écoute de groupes comme Kiss, Cheap Trick, The Cure et Rush au début des années 1980. Rzeznik cite aussi Paul Westerberg comme une « influence évidente » sur sa musique.

### Accordages de guitare
John Rzeznik est bien connu pour ses accordages distinctifs et inhabituels. Beaucoup de ses nouvelles chansons, en particulier les plus acoustiques orientés, sont réalisées avec ses guitares accordées à un accord ouvert avec plusieurs des cordes accordées à la même note, mais dans différentes octaves. Cela donne à la guitare un shimmery, jangly son presque comme une guitare à 12 cordes. Peut-être le plus célèbre exemple de ceci est le réglage B-D-D-D-D-D de son Iris, mais d'autres exemples comprennent Name, Black Balloon, Think About Me et Here Is Gone.
À l'inverse, sur les précédents albums, tels que Superstar Car Wash et A Boy Named Goo, John a souvent utilisé un accordage standard classique.

### Écriture de la chanson
John Rzeznik croit que l'écriture est non seulement une chose d'inspiration, mais aussi que la musique est écrite à « quatre vingt dix-neuf pour cent de transpiration ». Il dit que quand on écrit une chanson, il a souvent une « tourne bande et vis autour avec des trucs », et que ses chansons sont souvent à la fois biographiques et autobiographiques.

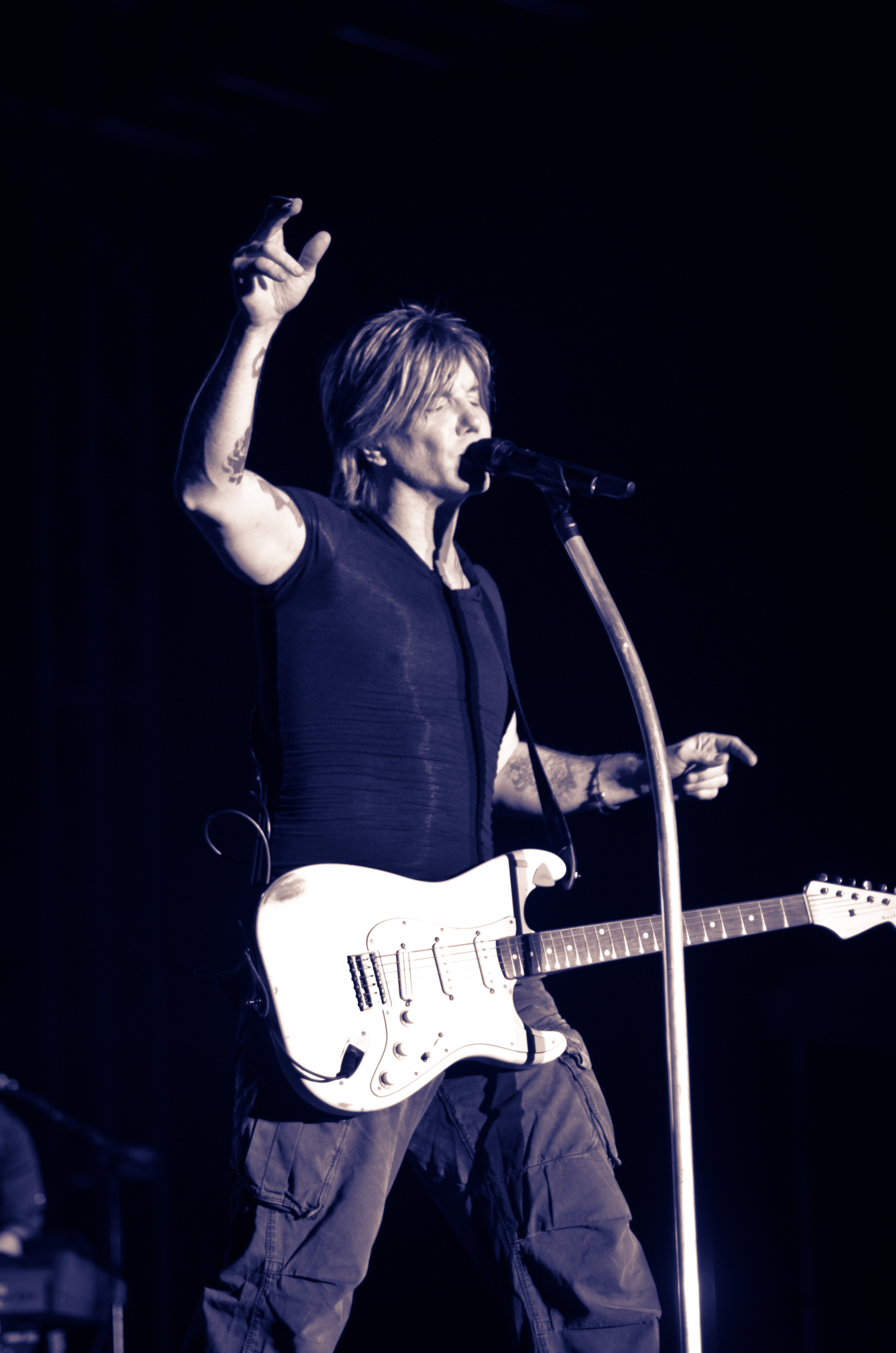
John Rzeznik, en 2013.

Selon John, avant d'écrire la chanson Iris, il était sur le point de quitter le groupe ; parce-qu'il avait écrit des chansons pour les neuf dernières années et il avait été faible. Cependant, il a été approché pour écrire la bande originale du film La Cité des anges, et après avoir vu le film, Rzeznik écrit la chanson, qui a changé le graphique de la carrière du groupe.

## Des performances remarquables
Au Fashion Rocks 2004!, John Rzeznik a réalisé une version en duo de la chanson Iris avec la chanteuse canadienne pop-punk Avril Lavigne. Goo Goo Dolls a également interprété la chanson Name à un concert en direct avec LeAnn Rimes. Il a également réalisé une performance du groupe Pink Floyd sur la chanson Wish You Were Here avec Fred Durst chanteur du groupe Limp Bizkit, pour les victimes du 11 septembre comme un hommage aux héros.
Le 4 juillet 2004, John et ses acolytes sont rentrés chez eux à Buffalo et ont joué un spectacle gratuit pour leurs fans fidèles ; plus de 60 000 d'entre eux y ont assisté. Au cours de leur performance, la pluie n'a pas cessé de tomber. Il est avéré être l'une des plus fortes tempêtes de pluie de l'année à Buffalo, mais Goo Goo Dolls n'a pas arrêté de jouer. John Rzeznik a déclaré : « Nous allons continuer, jusqu'à ce que cette merde s'arrête ». Cette performance a été capturée sur DVD et CD pour le public dans la version Goo Goo Dolls : Live in Buffalo, le 4 juillet 2004.
John Rzeznik a également réalisé une version du groupe U2 "All I Want Is You", sur l'album Les Paul et ses amis.

## Équipement
John Rzeznik a utilisé beaucoup de différentes marques et modèles de guitare au fil des années. Sur l'album Superstar Car Wash, il a approuvé avoir utilisé les guitares ESP.
Depuis la fin des années 1990, il a utilisé les guitares électriques de Fender. Il a également utilisé de nombreuses variantes telles que la Stratocaster, Telecaster, Jaguar et un "Halfcaster" (une coupe de Stratocaster dans la moitié). Il a utilisé des guitares acoustiques de Guild à la fois sur l'album Dizzy Up the Girl et des visites sur l'album Gutterflower. Les modèles de Guild utilisés comprennent plusieurs D-55s (exceptionnellement, la plupart de ses D-55s ont été construits dans Fender Corona, Californie Shop), un F65CE noir, multiple Peregrine / S7CE des douanes (une boutique Model Guild personnalisé), un noir Songbird / S4CE, et un F47M noir. Les spectacles de cette époque ont parfois montré le guitariste auxiliaire, Greg Suran, en utilisant certains acoustique Guild comme le DV-52 et F-47M dans les finitions naturelles.
Depuis le début de la tournée Let Love In Tour, John Rzeznik s'est expérimenté avec des guitares Gibson Les Paul et des guitares électriques corps semi-creux. Il utilise aussi une série de guitares Taylor 800 et 900 acoustiques lors d'une tournée. Il a déclaré que le système d'expression Taylor (version 9V) est l'une des seules formes de guitare qui « sonnent comme du bois » lors de la lecture à travers un système de sonorisation de la maison.
Au début du 9ealbum studio des Goo Goo Dolls, quelque chose montre que John Taylor joue l'acoustique, en plus de Gibson guitares acoustiques et électriques.

## Vie privée
En 1990, John Rzeznik a rencontré l'ancien top modèle, Laurie Farinacci. Elle l'a épousé en 1993. Après dix ans de vie commune, ils divorcent en 2003.
En 2009, il commence à fréquenter Melina Gallo. Ils se marient à Malibu, en Californie, le 26 juillet 2013. Ils ont une fille, Liliana Carella Rzeznik

## Discographie

### Albums studio
- Goo Goo Dolls (1987 ; Celluloid Records)
- Jed (1989 ; Metal Blade Records)
- Hold Me Up (1990 ; Metal Blade Records)
- Superstar Car Wash (1993 ; Metal Blade Records)
- A Boy Named Goo (1995 ; Metal Blade Records)
- Dizzy Up The Girl (1998 ; Warner Bros. Records)
- Gutterflower (2002 ; Warner Bros. Records)
- Let Love In (2006 ; Warner Bros. Records)
- Something For The Rest Of Us (2010 ; Warner Bros. Records)
- Magnetic (2013 ; Warner Bros. Records)
- Boxes (2016 ; Warner Bros. Records)

### Collaborations / Discographie individuelle
- Limp Bizkit ft. Johnny Rzeznik – "Wish You Were Here" – America : A Tribute to Heroes (en 2001)
- "I'm Still Here (Jim's Theme)" – La Planète au trésor, un nouvel univers (en 2002)
- "Always Know Where You Are" – La Planète au trésor, un nouvel univers (en 2003)
- "For Your Love" – avec  The Yardbirds – Birdland (en 2003)
- "Once in a Lifetime" – Good Morning, Miami theme
- "All I Want is You" – Les Paul & Friends : American Made World Played (en 2005)
- "Men of War" – avec Steve Morse & Michael Lee Jackson – Gillan's Inn (en 2006)
- "Lightning" – avec Cash Cash (en 2014)